# NATO-Rangcode
Der NATO-Rangcode, der im Standardization Agreement 2116 (STANAG) definiert ist, dient der Vergleichbarkeit der Dienstgrade der verschiedenen Streitkräfte der 32 Mitgliedsstaaten der NATO. Er besteht aus einer Buchstaben-Ziffern-Kombination.
Da es Unterschiede zur Bezeichnung der Dienstgrade innerhalb der verschiedenen nationalen Armeen und ihrer Teilstreitkräfte gibt, dient der NATO-Rangcode der Vereinfachung der Erkennbarkeit des Dienstgrades von Soldaten anderer Staaten. Der NATO-Rangcode ist nicht mit den Besoldungsgruppen zu verwechseln, da diese nur landesspezifisch sind (als Beispiel: die deutschen Soldstufen nach der Bundesbesoldungsordnung (BBesO) oder die US-amerikanischen paygrades). Zudem sind nicht alle Dienstgrade unbedingt identisch, jedoch durch den Rangcode als ähnlich zu identifizieren.

## Stufen des Rangcodes
In dieser Aufzählung werden nur die Dienstgrade der jeweiligen Landstreitkräfte als Beispiele angeführt, anders lautende Dienstgrade von Luft- und Seestreitkräften sind jeweils in den verlinkten Artikeln zu den einzelnen Dienstgraden beschrieben. In Deutschland existieren für den untersten Dienstgrad verschiedene offizielle Bezeichnungen in verschiedenen Waffengattungen wie zum Beispiel „Schütze“, „Jäger“, „Grenadier“ etc., der Einfachheit halber wird hier der unterste Dienstgrad mit der inoffiziellen Sammelbezeichnung „Soldat“ angegeben.
Der NATO-Rangcode ist in Offiziers- (OF, englisch officer) und „andere“ Ränge (OR, engl. other (enlisted) ranks, also Unteroffiziere und Mannschaften) eingeteilt; in fünf NATO-Staaten gibt es außerdem noch die Warrant Officers, diese bilden eine eigene Dienstgradgruppe zwischen Unteroffiziers- und Offiziersdienstgraden und sind gesondert angegeben.
Belgien hat zwar drei Amtssprachen (Französisch, Niederländisch und Deutsch), jedoch werden aufgrund der geringen Verbreitung des Deutschen und der Tatsache, dass in den Belgischen Streitkräften ausschließlich französisch und niederländisch gesprochen wird, lediglich diese Bezeichnungen aufgeführt. Kanada (Englisch und Französisch) und Finnland (Finnisch und schwedisch) haben zwei Amtssprachen, daher gibt es in diesen Ländern gleichwertige mehrsprachige Rangbezeichnungen. Deshalb werden in den folgenden Tabellen bei diesen Ländern alle Sprachversionen aufgeführt.

### Mannschaften und Unteroffiziere
| Albanien       | Ushtar I                                              | Ushtar II | Ushtar III                                        | Ushtar IV                                                                              | Nëntetar | Tetar                                                      | Rreshter                                                      | Kapter                                                                     | Kryekapter                                                                             |                          |                          |
| Belgien        | SoldaatSoldat                                         | 1ste Soldaat1er Soldat | KorporaalCaporal                                  | (1ste) Korporaal-Chef(1er) Caporal-Chef                                                | Sergeant | 1ste Sergeant (Chef)1er Sergeant (Chef)                    | 1ste Sergeant-Majoor1er Sergeant-Major                        | Adjudant                                                                   | Adjudant-chef / Adjudant-MajoorAdjudant-chef / Adjudant-Major                          |                          |                          |
| Bulgarien      | редник (Rednik)                                       | (keine Entsprechung) | (keine Entsprechung)                              | ефрейтор (Efrejtor)                                                                    | младши сержант (Mladschi serschant)                                                                          | сержант (Serschant)                                        | старши сержант (Starschi serschant)                           | (keine Entsprechung)                                                       | старшина (Starschina)                                                                  |                          |                          |
| Dänemark       | Konstabel                                             | Overkonstabel af 2. grad | Overkonstabel af 1. grad                          | Korporal                                                                               | Sergent | (keine Entsprechung)                                       | Oversergent                                                   | Seniorsergent                                                              | Chefsergent                                                                            |                          |                          |
| Deutschland    | Soldat (Sammelbezeichnung)                            | Gefreiter | Obergefreiter / Hauptgefreiter                    | Stabsgefreiter / Oberstabsgefreiter / Korporal / Stabskorporal                         | Unteroffizier / StabsunteroffizierMaat / ObermaatFahnenjunker                                                | Feldwebel / OberfeldwebelBootsmann / OberbootsmannFähnrich | HauptfeldwebelHauptbootsmann                                  | Hauptfeldwebel / StabsfeldwebelHauptbootsmann / StabsbootsmannOberfähnrich | OberstabsfeldwebelOberstabsbootsmann                                                   |                          |                          |
| Estland        | Reamees                                               | (keine Entsprechung) | (keine Entsprechung)                              | Kapral                                                                                 | Nooremseersant / Seersant / Vanemseersant                                                                    | Nooremveebel / Veebel                                      | Vanemveebel                                                   | Staabiveebel                                                               | Ülemveebel                                                                             |                          |                          |
| Finnland       | AlokasRekryt                                          | SotamiesSoldat | KorpraaliKorpral                                  | AlikersanttiUndersergeant                                                              | KersanttiSergeant                                                                                            | YlikersanttiÖversergeant                                   | VääpeliFältväbel                                              | YlivääpeliÖverfältväbel                                                    | SotilasmestariMilitärmästare                                                           |                          |                          |
| Frankreich     | Soldat de 2e classe                                   | Soldat de 1e classe | Caporal / Brigadier                               | Caporal-chef / Brigadier-chef                                                          | Sergent / Maréchal des Logis                                                                                 | Sergent-chef / Maréchal-des-logis-chef                     | Sergent-chef BM2 (Ansprache: Sergent-Major)                   | Adjudant                                                                   | Major / Adjudant-chef                                                                  |                          |                          |
| Griechenland   | Στρατιώτης (Stratiotis)                               | Έφεδρος Υποδεκανέας / Υποψήφιος Βαθμοφόρος / Μόνιμος Υποδεκανέας (Ephedros Ypodekaneas / Ypopsifios Bathmophoros / Monimos Ypodekaneas) | Δεκανέας (Dekaneas)                               | Έφεδρος Λοχίας / Λοχίας (Ephedros Lochias / Lochias)                                   | Μόνιμος Λοχίας (Monimos Lochias)                                                                             | Μόνιμος Επιλοχίας (Monimos Epilochias)                     | (keine Entsprechung)                                          | Μόνιμος Αρχιλοχίας (Monimos Archilochias)                                  | (siehe #Warrant Officer)                                                               |                          |                          |
| Island         | Óbreyttur                                             | (keine Entsprechung) | (keine Entsprechung)                              | Korporáll                                                                              | Flokkstjóri 2.                                                                                               | Flokkstjóri 1.                                             | (keine Entsprechung)                                          | (keine Entsprechung)                                                       | (keine Entsprechung)                                                                   |                          |                          |
| Italien        | Soldato                                               | Caporale | Caporale scelto                                   | Caporale maggiore capo (scelto) / Caporale maggiore (scelto) / Primo caporale maggiore | Sergente | Sergente maggiore capo / Sergente maggiore                 | (keine Entsprechung)                                          | (siehe #Warrant Officer)                                                   | (siehe #Warrant Officer)                                                               | (siehe #Warrant Officer) | (siehe #Warrant Officer) |
| Kanada         | Soldat (recrue)Private (Recruit)                      | Soldat confirméPrivate (basic) | Soldat forméTrained Private                       | CaporalCorporal                                                                        | Caporal-chef / Sergent (moins de 3 ans d'ancienneté)Master Corporal / Sergeant (less than 3 years seniority) | SergentSergeant                                            | AdjudantWarrant Officer                                       | Adjudant-maîtreMaster Warrant Officer                                      | Adjudant-chefChief Warrant Officer                                                     |                          |                          |
| Kroatien       | Ročnik                                                | Pozornik | Razvodnik                                         | Skupnik                                                                                | Desetnik | Narednik                                                   | Nadnarednik                                                   | Stožerni narednik                                                          | Časnički namjesnik                                                                     |                          |                          |
| Lettland       | (keine Entsprechung)                                  | Kareivis | Dižkareivis                                       | Kaprālis                                                                               | Seržants | Virsseržants                                               | Štāba virsseržants                                            | Galvenais virsseržants                                                     | Augstākais virsseržants                                                                |                          |                          |
| Litauen        | Eilinis                                               | (keine Entsprechung) | (keine Entsprechung)                              | Grandinis                                                                              | Jaunesnysis seržantas / Seržantas                                                                            | Vyresnysis seržantas / Viršila                             | Jaunesnysis puskarininkis                                     | Puskarininkis                                                              | Vyresnysis puskarininkis                                                               |                          |                          |
| Luxemburg      | Soldat 1ère classe                                    | Soldat-Chef / 1er Soldat-Chef | Caparol / Caporal 1ère classe                     | Caparol-Chef / 1er Caparol-Chef                                                        | Sergent | 1er Sergent                                                | Sergent-Chef                                                  | Adjudant                                                                   | Adjudant-Chef / Adjudant-Major / Adjudant-Major - Adjudant de Corps                    |                          |                          |
| Montenegro     | Razvodnik                                             | Desetar | Mlađi vodnik                                      | Vodnik                                                                                 | Vodnik I klase                                                                                               | Stariji vodnik                                             | Stariji vodnik I klase                                        | Zastavnik                                                                  | Zastavnik I klase                                                                      |                          |                          |
| Niederlande    | Soldaat / Huzaar / Kanonier / Fuselier                | Soldaat / Huzaar / Kanonier / Fuselier der 1e klasse                                                                                    | Korporaal                                         | Korporaal der 1e klasse                                                                | Sergeant / Wachtmeester                                                                                      | Sergeant der 1e klasse / Wachtmeester der 1e klasse        | Sergeant-majoor / Opperwachtmeester                           | Adjudant / Vaandrig / Kornet                                               | Adjudant / Vaandrig / Kornet                                                           |                          |                          |
| Nordmazedonien | Војник (Vojnik)                                       | Разводник (Razvodnik) | Помлад водник / Десетар (Pomlad vodnik / Desetar) | Водник (Vodnik)                                                                        | Водник 1 класа (Vodnik 1 klasa)                                                                              | Постар водник (Postar vodnik)                              | Постар водник 1 класа (Postar vodnik 1 klasa)                 | Наредник (Narednik)                                                        | Главен наредник (Glaven narednik)                                                      |                          |                          |
| Norwegen       | Menig / Ledende menig                                 | Visekorporal | Visekorporal 1. klasse                            | Korporal / Korporal 1. klasse                                                          | Sersjant / Sersjant 1. klasse                                                                                | Oversersjant                                               | Stabssersjant                                                 | Kommandersersjant                                                          | Sersjantmajor                                                                          |                          |                          |
| Polen          | Szeregowy                                             | Starszy szeregowy | Kapral                                            | Starszy kapral                                                                         | Plutonowy | Sierżant                                                   | Starszy sierżant                                              | Młodszy chorąży / Chorąży / Starszy chorąży                                | Starszy chorąży sztabowy                                                               |                          |                          |
| Portugal       | Soldado                                               | Segundo-cabo | Primeiro-cabo                                     | Cabo-adjunto                                                                           | Segundo-furriel / Furriel / Segundo-sargento                                                                 | Primeiro-sargento                                          | Sargento-ajudante                                             | Sargento-chefe                                                             | Sargento-mor                                                                           |                          |                          |
| Rumänien       | Soldat                                                | (keine Entsprechung) | Fruntaș                                           | Caporal                                                                                | Sergent | Sergent Major / Plutonier                                  | Plutonier Major                                               | Plutonier Adjutant                                                         | Plutonier Adjutant Șef                                                                 |                          |                          |
| Schweden       | Menig / Menig 1 / Menig 2Sjöman / Sjöman 1 / Sjöman 2 | Menig 3 / Menig 4Sjöman 3 / Sjöman 4 | Vicekorpral                                       | Korpral                                                                                | Furir / Överfurir                                                                                            | Sergeant / Översergeant                                    | Fanjunkare / Överfanjunkare                                   | Förvaltare                                                                 | Regementsförvaltare Flottiljförvaltare                                                 |                          |                          |
| Slowakei       | Vojak                                                 | (keine Entsprechung) | Slobodník                                         | Desiatnik                                                                              | Čatár | Rotný                                                      | Rotmajster                                                    | Nadrotmajster / Štábný rotmajster                                          | Podpraporčík / Praporčík / Nadpraporčík                                                |                          |                          |
| Slowenien      | Vojak                                                 | (keine Entsprechung) | Poddesetnik                                       | Desetnik / Naddesetnik                                                                 | Vodnik | Višji vodnik                                               | Štabni vodnik / Višji štabni vodnik                           | Praporščak                                                                 | Višji praporščak / štabni praporščak / višji štabni praporščak                         |                          |                          |
| Spanien        | Soldado / Marinero                                    | Soldado de primera / Marinero de primera                                                                                                | Cabo                                              | Cabo primero                                                                           | Cabo mayor                                                                                                   | Sargento                                                   | Sargento primero                                              | Brigada                                                                    | Suboficial mayor / Subteniente                                                         |                          |                          |
| Tschechien     | Vojín                                                 | Svobodník | Desátník                                          | Četař                                                                                  | Rotný | Rotmistr                                                   | Nadrotmistr                                                   | Praporčík                                                                  | Nadpraporčík / štábní praporčík                                                        |                          |                          |
| Türkei         | Er                                                    | (keine Entsprechung) | Onbaşı / Çavuş                                    | Uzman Onbaşı / Uzman Çavuş                                                             | Astsubay Astçavuş / Astsubay Çavuş / Astsubay Kıdemli Çavuş                                                  | Astsubay Üstçavuş                                          | Astsubay Kıdemli Üstçavuş                                     | Astsubay Başçavuş                                                          | Astsubay Kıdemli Başçavuş                                                              |                          |                          |
| Ungarn         | Honvéd                                                | (keine Entsprechung) | Őrvezető                                          | Tizedes / Szakaszvezető                                                                | Őrmester | Törzsőrmester                                              | Főtörzsőrmester                                               | Zászlós / Törzszászlós                                                     | Főtörzszászlós                                                                         |                          |                          |
| UK             | Private                                               | Private | Lance Corporal / Lance Bombardier                 | Corporal / Bombardier                                                                  | Sergeant (OR 6, wenn mehr als drei Jahre Sergeant)                                                           | Sergeant (OR 6, wenn mehr als drei Jahre Sergeant)         | Staff Sergeant / Colour Sergeant (Royal Marines, Foot Guards) | Warrant Officer Class 2                                                    | Warrant Officer Class 1                                                                |                          |                          |
| USA            | Private E1 (PVT)                                      | Private E2 (PV2) | Private First Class (PFC) / Lance Corporal        | Corporal (CPL) / Specialist (SPC)                                                      | Sergeant (SGT)                                                                                               | Staff Sergeant (SSG)                                       | Sergeant First Class (SFC)                                    | Master Sergeant (MSG) / First Sergeant (1SG)                               | Sergeant Major (SGM) / Command Sergeant Major (CSM) / Sergeant Major of the Army (SMA) |                          |                          |
| Staat          | OR-1                                                  | OR-2 | OR-3                                              | OR-4                                                                                   | OR-5 | OR-6                                                       | OR-7                                                          | OR-8                                                                       | OR-9                                                                                   |                          |                          |

### Warrant Officer
In den fünf NATO-Staaten USA, Griechenland, Italien, Polen und Rumänien gibt es außerdem die Laufbahn der Warrant Officer, die im Rangcode wie folgt eingeteilt wird:
| Staat        | WO-1                           | WO-2                         | WO-3                               | WO-4                       | WO-5                                  |
| ------------ | ------------------------------ | ---------------------------- | ---------------------------------- | -------------------------- | ------------------------------------- |
| Griechenland | Ανθυπασπιστής (Anthypaspistis) | (keine Entsprechung)         | (keine Entsprechung)               | (keine Entsprechung)       | (keine Entsprechung)                  |
| Italien      | Maresciallo (OR-8)             | Maresciallo Ordinario (OR-8) | Maresciallo Capo (OR-9)            | Primo Maresciallo (OR-9)   | Primo Maresciallo Luogotenente (OR-9) |
| Polen        | Chorąży / Młodszy chorąży      | Starszy chorąży (OR-8)       | Młodszy chorąży sztabowy (obsolet) | Chorąży sztabowy (obsolet) | Starszy chorąży sztabowy (OR-9)       |
| Rumänien     | Maistru Militar Clasa IV-A     | Maistru Militar Clasa III-A  | Maistru Militar Clasa II-A         | Maistru Militar Clasa I-A  | Maistru Militar Principal             |
| USA          | Warrant Officer 1              | Chief Warrant Officer 2      | Chief Warrant Officer 3            | Chief Warrant Officer 4    | Chief Warrant Officer 5               |

### Offiziere
| Staat          | OF-1                                                                       | OF-2                                                             | OF-3                                                     | OF-4                                      | OF-5                             |
| -------------- | -------------------------------------------------------------------------- | ---------------------------------------------------------------- | -------------------------------------------------------- | ----------------------------------------- | -------------------------------- |
| Albanien       | Nëntoger / Toger                                                           | Kapiten                                                          | Major                                                    | Nënkolonel                                | Kolonel                          |
| Belgien        | Onderluitenant / 1ste LuitenantSous-lieutenant / 1er Lieutenant            | KapiteinCapitaine                                                | Majoor / Kapitein-CommandantMajor / Capitaine-Commandant | Luitenant-kolonelLieutenant-colonel       | KolonelColonel                   |
| Bulgarien      | лейтенант (Lejtenant) / старши лейтенант (Starschi lejtenant)              | капитан (Kapitan)                                                | майор (Major)                                            | подполковник (Podpolkownik)               | полковник (Polkownik)            |
| Dänemark       | Flyverløjtnant / Premierløjtnant                                           | Kaptajn                                                          | Major                                                    | Oberstløjtnant                            | Oberst                           |
| Deutschland    | Leutnant / OberleutnantLeutnant zur See / Oberleutnant zur See             | Hauptmann / StabshauptmannKapitänleutnant / Stabskapitänleutnant | MajorKorvettenkapitän                                    | OberstleutnantFregattenkapitän            | OberstKapitän zur See            |
| Estland        | Lipnik / Nooremleitnant                                                    | Leitnant / Kapten                                                | Major                                                    | Kolonelleitnant                           | Kolonel                          |
| Finnland       | Vänrikki / Luutnantti / YliluutnanttiFänrik / Löjtnant / Premiärlöjtnant   | KapteeniKapten                                                   | MajuriMajor                                              | EverstiluutnanttiÖverstelöjtnant          | EverstiÖverste                   |
| Frankreich     | Sous-Lieutenant / Lieutenant                                               | Capitaine                                                        | Commandant                                               | Lieutenant-Colonel                        | Colonel                          |
| Griechenland   | Ανθυπολοχαγός (Anthypolochagos) / Υπολοχαγός (Ypolochagos)                 | Λοχαγός (Lochagos)                                               | Ταγματάρχης (Tagmatarchis)                               | Αντισυνταγματάρχης (Antisyntagmatarchis)  | Συνταγματάρχης (Syntagmatarchis) |
| Island         | Undirliðsforingi / Liðsforingi                                             | Höfuðsmaður                                                      | Majór                                                    | Undirofursti                              | Ofursti                          |
| Italien        | Sottotenente / Tenente                                                     | Capitano                                                         | Maggiore                                                 | Tenente colonnello                        | Colonnello                       |
| Kanada         | Sous-lieutenant / LieutenantSecond Lieutenant / Lieutenant                 | CapitaineCaptain                                                 | Major                                                    | Lieutenant-colonelLieutenant Colonel      | Colonel                          |
| Kroatien       | Poručnik / Nadporučnik                                                     | Satnik                                                           | Bojnik                                                   | Pukovnik                                  | Brigadir                         |
| Lettland       | Leitnants / Virsleitnants                                                  | Kapteinis                                                        | Majors                                                   | Pulkvežleitnants                          | Pulkvedis                        |
| Litauen        | Leitenantas / Vyresnysis leitenantas                                       | Kapitonas                                                        | Majoras                                                  | Pulkininkas leitenantas                   | Pulkininkas                      |
| Luxemburg      | Lieutenant / Premier-Lieutenant                                            | Capitaine                                                        | Major                                                    | Lieutenant-Colonel                        | Colonel                          |
| Montenegro     | Potporučnik / Poručnik                                                     | Kapetan                                                          | Major                                                    | Potpukovnik                               | Pukovnik                         |
| Niederlande    | 2e Luitenant / 1e Luitenant                                                | Kapitein / Ritmeester                                            | Majoor                                                   | Luitenantkolonel                          | Kolonel                          |
| Nordmazedonien | Потпоручник (Potporučnik) / Поручник (Poručnik)                            | Капетан (Kapetan)                                                | Мајор (Major)                                            | Потполковник (Potpolkovnik)               | Полковник (Polkovnik)            |
| Norwegen       | Fenrik / Løytnant                                                          | Kaptein / Rittmester                                             | Major                                                    | Oberstløytnant                            | Oberst                           |
| Polen          | Podporucznik / Porucznik                                                   | Kapitan                                                          | Major                                                    | Podpułkownik                              | Pułkownik                        |
| Portugal       | Alferes / Tenente                                                          | Capitão                                                          | Major                                                    | Tenente-coronel                           | Coronel                          |
| Rumänien       | Sublocotenent / Locotenent                                                 | Căpitan                                                          | Maior                                                    | Locotenent Colonel                        | Colonel                          |
| Schweden       | Fänrik / Löjtnant                                                          | Kapten                                                           | MajorÖrlogskapten                                        | ÖverstelöjtnantKommendörkapten            | ÖversteKommendör                 |
| Slowakei       | Poručík / Nadporučík                                                       | Kapitán                                                          | Major                                                    | Podplukovník                              | Plukovník                        |
| Slowenien      | Poročnik / Nadporočnik                                                     | Stotnik                                                          | Major                                                    | Podpolkovnik                              | Polkovnik                        |
| Spanien        | Alférez / Teniente                                                         | Capitán                                                          | Comandante                                               | Teniente coronel                          | Coronel                          |
| Tschechien     | Poručík / nadporučík                                                       | Kapitán                                                          | Major                                                    | Podplukovník                              | Plukovník                        |
| Türkei         | Asteğmen / Teğmen / Üsteğmen                                               | Yüzbaşı                                                          | Binbaşı                                                  | Yarbay                                    | Albay                            |
| Ungarn         | Hadnagy / Főhadnagy                                                        | Százados                                                         | Őrnagy                                                   | Alezredes                                 | Ezredes                          |
| UK             | Second Lieutenant / LieutenantFlying Officer / Pilot OfficerSub-Lieutenant | CaptainFlight LieutenantLieutenant                               | MajorSquadron LeaderLieutenant-Commander                 | Lieutenant-ColonelWing CommanderCommander | ColonelGroup CaptainCaptain      |
| USA            | Second Lieutenant / First LieutenantEnsign / Lieutenant junior grade       | CaptainLieutenant                                                | MajorLieutenant Commander                                | Lieutenant ColonelCommander               | ColonelCaptain                   |
| Staat          | OF-1                                                                       | OF-2                                                             | OF-3                                                     | OF-4                                      | OF-5                             |

### Generalität & Admiralität
Nachfolgend die Dienstgrade der Generalität und Admiralität (ab OF-6).
| Staat          | OF-6                                                        | OF-7                                      | OF-8                                        | OF-9                             | OF-10                                                           |
| -------------- | ----------------------------------------------------------- | ----------------------------------------- | ------------------------------------------- | -------------------------------- | --------------------------------------------------------------- |
| Albanien       | Gjeneral brigade                                            | Gjeneral major                            | Gjeneral lejtnant                           | (keine Entsprechung)             | (keine Entsprechung)                                            |
| Belgien        | Brigadegeneraal / Général de BrigadeAmiral de flottille     | Generaal-majoorGénéral-major              | Luitenant-generaalLieutenant-général        | GeneraalGénéral                  | (keine Entsprechung)                                            |
| Bulgarien      | бригаден генерал (Brigaden general)                         | генерал-майор (General-Major)             | генерал-лейтенант (General-Lejtenant)       | генерал (General)                | (keine Entsprechung)                                            |
| Dänemark       | BrigadegeneralFlotilleadmiral                               | GeneralmajorKonteradmiral                 | Generalløjtnant(Viceadmiral)                | General(Admiral)                 | (keine Entsprechung)                                            |
| Deutschland    | BrigadegeneralFlottillenadmiral                             | GeneralmajorKonteradmiral                 | GeneralleutnantVizeadmiral                  | GeneralAdmiral                   | (keine Entsprechung)                                            |
| Estland        | Brigaadikindral                                             | Kindralmajor                              | Kindralleitnant                             | Kindral                          | (keine Entsprechung)                                            |
| Finnland       | PrikaatikenraaliFlotilla admiral                            | KenraalimajuriGeneralmajor                | KenraaliluutnanttiGenerallöjtnant           | KenraaliGeneral                  | (keine Entsprechung)                                            |
| Frankreich     | Général de brigade                                          | Général de division                       | Général de corps d’armée                    | Général d’armée                  | Maréchal de France                                              |
| Griechenland   | Ταξίαρχος (Taxiarchos)                                      | Υποστράτηγος (Ypostratigos)               | Αντιστράτηγος (Antistratigos)               | Στρατηγός (Stratigos)            | Στρατάρχης (Stratarchis)                                        |
| Island         | (keine Entsprechung)                                        | (keine Entsprechung)                      | (keine Entsprechung)                        | (keine Entsprechung)             | (keine Entsprechung)                                            |
| Italien        | Generale di brigata                                         | Generale di divisione                     | Generale di corpo d’armata                  | Generale                         | (keine Entsprechung)                                            |
| Kanada         | Brigadier-généralBrigadier General                          | Major-généralMajor General                | Lieutenant-généralLieutenant General        | GénéralGeneral                   | (keine Entsprechung)                                            |
| Kroatien       | Brigadni general                                            | General bojnik                            | General pukovnik                            | General zbora                    | Stožerni general                                                |
| Lettland       | Brigādes ģenerālis                                          | Ģenerālmajors                             | Ģenerālleitnants                            | (keine Entsprechung)             | (keine Entsprechung)                                            |
| Litauen        | Brigados generolasFlotilės admirolas                        | Generolas majoras                         | Generolas leitenantas                       | (keine Entsprechung)             | (keine Entsprechung)                                            |
| Luxemburg      | Général - Chef d'État-Major / Général - S.A.R. le Grand-Duc | (keine Entsprechung)                      | (keine Entsprechung)                        | (keine Entsprechung)             | (keine Entsprechung)                                            |
| Montenegro     | Brigadni general                                            | General-major                             | General-potpukovnik                         | General-pukovnik                 | (keine Entsprechung)                                            |
| Niederlande    | BrigadegeneraalFlottillenadmiral                            | Generaalmajoor                            | Luitenantgeneraal                           | Generaal                         | (keine Entsprechung)                                            |
| Nordmazedonien | Бригаден генерал (Brigaden general)                         | Генерал-мајор (General-major)             | Генерал-потполковник (General-potpolkovnik) | Генерал (General)                | (keine Entsprechung)                                            |
| Norwegen       | Brigader                                                    | Generalmajor                              | Generalløytnant                             | General                          | (keine Entsprechung)                                            |
| Polen          | Generał brygady                                             | Generał dywizji                           | Generał broni                               | Generał                          | Marszałek Polski                                                |
| Portugal       | Brigadeiro-general                                          | Major-general                             | Tenente-general                             | General                          | Marechal                                                        |
| Rumänien       | General de Brigada                                          | General Maior                             | General Locotenent                          | General                          | (keine Entsprechung)                                            |
| Schweden       | BrigadegeneralFlotiljadmiral                                | GeneralmajorKonteradmiral                 | GenerallöjtnantViceadmiral                  | GeneralAdmiral                   | (keine Entsprechung)                                            |
| Slowakei       | Brigádny Generál                                            | Generálmajor                              | Generálporučík                              | Generál                          | (keine Entsprechung)                                            |
| Slowenien      | Brigadir                                                    | Generalmajor                              | Generalpodpolkovnik                         | General                          | (keine Entsprechung)                                            |
| Spanien        | General de brigada                                          | General de división                       | Teniente general                            | General de Ejército              | Capitán general                                                 |
| Tschechien     | Brigádní generál                                            | Generálmajor                              | Generálporučík                              | Armádní generál                  | (keine Entsprechung)                                            |
| Türkei         | Tuğgeneral                                                  | Tümgeneral                                | Korgeneral                                  | Orgeneral / Genel Kurmay Başkanı | Mareşal                                                         |
| Ungarn         | Dandártábornok                                              | Vezérőrnagy                               | Altábornagy                                 | Vezérezredes                     | (keine Entsprechung)                                            |
| UK             | BrigadierAir CommodoreCommodore                             | Major GeneralAir Vice MarshalRear Admiral | Lieutenant GeneralAir MarshalVice-Admiral   | GeneralAir Chief MarshalAdmiral  | Field MarshalMarshal of the Royal Air ForceAdmiral of the Fleet |
| USA            | Brigadier GeneralRear Admiral (lower half)                  | Major GeneralRear Admiral (upper half)    | Lieutenant GeneralVice Admiral              | GeneralAdmiral                   | General of the ArmyFleet Admiral                                |
| Staat          | OF-6                                                        | OF-7                                      | OF-8                                        | OF-9                             | OF-10                                                           |

## Anwendung des NATO-Rangcodes bei Nicht-NATO-Staaten
Bei gemeinsamen Einsätzen mit den Streitkräften von Nicht-NATO-Staaten (etwa bei internationalen Friedensmissionen) wird zum Dienstgradvergleich häufig der NATO-Rangcode angewendet. Österreich und die Schweiz haben entsprechende Listen auf den Internetportalen ihrer Streitkräfte zugänglich gemacht.

### Mannschaften und Unteroffiziere
| Staat                   | Staat                   | OR-1               | OR-1               | OR-2                         | OR-3                             | OR-4                                  | OR-5                      | OR-5                      | OR-6                                | OR-7                                 | OR-7                                 | OR-8                              | OR-9                               | OR-9                                                | OR-9                                                 |
| ----------------------- | ----------------------- | ------------------ | ------------------ | ---------------------------- | -------------------------------- | ------------------------------------- | ------------------------- | ------------------------- | ----------------------------------- | ------------------------------------ | ------------------------------------ | --------------------------------- | ---------------------------------- | --------------------------------------------------- | ---------------------------------------------------- |
| Bosnien und Herzegowina | Bosnien und Herzegowina | Vojnik             | Vojnik             | Vojnik 1. klase              | Kaplar                           | Kaplar                                | Vodnik                    | Vodnik                    | Stariji vodnik                      | Stariji vodnik 1. klase              | Stariji vodnik 1. klase              | Zastavnik                         | Zastavnik 1. klase                 | Zastavnik 1. klase                                  | Zastavnik 1. klase                                   |
| Israel                  | Israel                  | טוראי (Tura’i)     | טוראי (Tura’i)     | טוראי ראשון (Tura’i Rischon) | רב טוראי (Rav-Tura’i)            | סמל (Samal)                           | סמל ראשון (Samal Rischon) | סמל ראשון (Samal Rischon) | רב סמל (Rav-Samal)                  | רב סמל ראשון (Rav-Samal Rischon)     | רב סמל ראשון (Rav-Samal Rischon)     | רב סמל מתקדם (Rav-Samal Mitkadem) | רב סמל בכיר (Rav-Samal Bachir)     | רב נגד (Rav-Negad)                                  | רב נגד (Rav-Negad)                                   |
| Österreich              | Österreich              | Rekrut             | Rekrut             | Gefreiter                    | Korporal                         | Zugsführer                            | Wachtmeister              | Wachtmeister              | Oberwachtmeister                    | Stabswachtmeister                    | Stabswachtmeister                    | Oberstabswachtmeister             | Offiziersstellvertreter            | Vizeleutnant                                        | Vizeleutnant                                         |
| Schweiz                 | (deutsch)               | Rekrut             | Soldat             | Gefreiter                    | Obergefreiter                    | Korporal                              | Wachtmeister              | Oberwachtmeister          | Feldweibel                          | Fourier                              | Hauptfeldweibel                      | Adjutant Unteroffizier            | Stabsadjutant                      | Hauptadjutant                                       | Chefadjutant                                         |
| Schweiz                 | (französisch)           | Recrue             | Soldat             | Appointé                     | Apointé-chef                     | Caporal                               | Sergent                   | Sergent-chef              | Sergent-major                       | Fourrier                             | Sergent-major chef                   | Adjudant sous-officier            | Adjudant d'état-major              | Adjudant-major                                      | Adjudant-chef                                        |
| Schweiz                 | (italienisch)           | Recluta            | Soldato            | Appuntato                    | Appuntato capo                   | Caporale                              | Sergente                  | Sergente capo             | Sergente maggiore                   | Furiere                              | Sergente maggiore capo               | Aiutante sottufficiale            | Aiutante di stato maggiore         | Aiutante maggiore                                   | Aiutante capo                                        |
| Schweiz                 | (rätoromanisch)         | Recrut             | Schuldà            | Appuntà                      | Primappuntà                      | Corporal                              | Sergent                   | Caposergent               | Primsergent                         | Furier                               | Primsergent principal                | Adjutant sutuffizier              | Adjutant da stab                   | Adjutant principal                                  | Schefadjutant                                        |
| Russland                | Russland                | Рядовой (Rjadowoj) | Рядовой (Rjadowoj) | Ефрейтор (Jefrejtor)         | Ефрейтор (Jefrejtor)             | Младший сержант (Mládschi serschánt)  | Сержант (Serschant)       | Сержант (Serschant)       | Сержант (Serschant)                 | Старший сержант (Starschi serschant) | Старший сержант (Starschi serschant) | Старшина (Starschiná)             | Прапорщик (Práporschtschik)        | Старший прапорщик (Starschi praporschtschik)        | Старший прапорщик (Starschi praporschtschik)         |
| Ukraine                 | Ukraine                 | рекрут (Rekrut)    | рекрут (Rekrut)    | солдат (Soldat)              | старший солдат (Starshyj Soldat) | молодший сержант (Molodshyj Serzhant) | сержант (Serzhant)        | сержант (Serzhant)        | старший сержант (сtarshyj serzhant) | головний сержант (Holovnyj Serzhant) | головний сержант (Holovnyj Serzhant) | штаб-сержант (Shtab-Serzhant)     | майстер-сержант (Majster-Serzhant) | старший майстер-сержант (Starshyj Majster-Serzhant) | головний майстер-сержант (Holovnyj Majster-Serzhant) |
| Staat                   | Staat                   | OR-1               | OR-1               | OR-2                         | OR-3                             | OR-4                                  | OR-5                      | OR-5                      | OR-6                                | OR-7                                 | OR-7                                 | OR-8                              | OR-9                               | OR-9                                                | OR-9                                                 |

### Offiziere
| Staat                   | Staat                   | Student Officer      | OF-D                 | OF-0                                   | OF-1b                    | OF-1a                                  | OF-2              | OF-3               | OF-4                        | OF-5                     |
| ----------------------- | ----------------------- | -------------------- | -------------------- | -------------------------------------- | ------------------------ | -------------------------------------- | ----------------- | ------------------ | --------------------------- | ------------------------ |
| Bosnien und Herzegowina | Bosnien und Herzegowina | (keine Entsprechung) | (keine Entsprechung) | (keine Entsprechung)                   | Podporučnik              | Poručnik                               | Kapetan           | Major              | Pukovnik                    | Brigadir                 |
| Israel                  | Israel                  | (keine Entsprechung) | (keine Entsprechung) | (keine Entsprechung)                   | סגן-משנה (Segen Mischne) | סגן (Segen)                            | סרן (Seren)       | רב סרן (Rav-Seren) | סגן אלוף (Sgen Aluf)        | אלוף משנה (Aluf Mischne) |
| Österreich              | Österreich              | Fähnrich             | Fähnrich             | Fähnrich                               | Leutnant                 | Oberleutnant                           | Hauptmann         | Major              | Oberstleutnant              | Oberst                   |
| Schweiz                 | (deutsch)               | (keine Entsprechung) | (keine Entsprechung) | (keine Entsprechung)                   | Leutnant                 | Oberleutnant                           | Hauptmann         | Major              | Oberstleutnant              | Oberst                   |
| Schweiz                 | (französisch)           | (keine Entsprechung) | (keine Entsprechung) | (keine Entsprechung)                   | Lieutenant               | Premier-lieutenant                     | Capitaine         | Major              | Lieutenant-colonel          | Colonel                  |
| Schweiz                 | (italienisch)           | (keine Entsprechung) | (keine Entsprechung) | (keine Entsprechung)                   | Tenente                  | Primo tenente                          | Capitano          | Maggiore           | Tenente colonnello          | Colonnello               |
| Schweiz                 | (rätoromanisch)         | (keine Entsprechung) | (keine Entsprechung) | (keine Entsprechung)                   | Litinent                 | Primlitinent                           | Chapitani         | Maior              | Litinent colonel            | Colonel                  |
| Russland                | Russland                | Курсант (Kursant)    | Курсант (Kursant)    | Младший лейтенант (Mladschi lejtenant) | Лейтенант (Lejtenant)    | Старший лейтенант (Starschi lejtenant) | Капитан (Kapitan) | Майор (Major)      | Подполковник (Podpolkownik) | Полковник (Polkownik)    |
| Staat                   | Staat                   | Student Officer      | OF-D                 | OF-1c                                  | OF-1b                    | OF-1a                                  | OF-2              | OF-3               | OF-4                        | OF-5                     |

### Generalität
| Staat                   | Staat                   | OF-6                          | OF-7                                  | OF-8                                  | OF-9                          | OF-10                                                       |
| ----------------------- | ----------------------- | ----------------------------- | ------------------------------------- | ------------------------------------- | ----------------------------- | ----------------------------------------------------------- |
| Bosnien und Herzegowina | Bosnien und Herzegowina | Brigadni general              | General major                         | General pukovnik                      | (keine Entsprechung)          | (keine Entsprechung)                                        |
| Israel                  | Israel                  | תת-אלוף (Tat-Aluf)            | אלוף (Aluf)                           | רב-אלוף (Rav-Aluf)                    | (keine Entsprechung)          | (keine Entsprechung)                                        |
| Österreich              | Österreich              | Brigadier                     | Generalmajor                          | Generalleutnant                       | General                       | (keine Entsprechung)                                        |
| Schweiz                 | (deutsch)               | Brigadier                     | Divisionär                            | Korpskommandant                       | General                       | (keine Entsprechung)                                        |
| Schweiz                 | (französisch)           | Brigadier                     | Divisionnaire                         | Commandant de corps                   | Général                       | (keine Entsprechung)                                        |
| Schweiz                 | (italienisch)           | Brigadiere                    | Divisionario                          | Comandante di corpo                   | Generale                      | (keine Entsprechung)                                        |
| Schweiz                 | (rätoromanisch)         | Brigadier                     | Divisiunari                           | Cumandant da corp                     | General                       | (keine Entsprechung)                                        |
| Russland                | Russland                | Генерал-майор (General-Major) | Генерал-лейтенант (General-Lejtenant) | Генерал-полковник (General-Polkownik) | Генерал армии (General armii) | Маршал Российской Федерации (Marschal Rossijskoj Federazii) |
| Staat                   | Staat                   | OF-6                          | OF-7                                  | OF-8                                  | OF-9                          | OF-10                                                       |